# مادان لال مهتا
 مادان لال مهتا (انگلیسی: Madan Lal Mehta؛ زاده ۲۴ دسامبر ۱۹۳۲ درگذشته ۱۰ دسامبر ۲۰۰۶) یک فیزیک‌دان و ریاضیدان اهل هند بود.